# 索馬里州
索馬里州，又稱西索馬里，是埃塞俄比亞的一個州，位於該國東部，北鄰吉布提，最南部與肯尼亞接壤，東部為索馬里包圍。南部屬謝貝利河—朱巴河上游地區。面積279,252平方公里，2017年調查人口11,748,998人。首府吉吉加。
當地居民多為操索馬里語、信奉伊斯蘭教的索馬里族。
1. ↑  . Federal Democratic Republic of Ethiopia Central Statistical Agency.   [4 June 2018]. （原始内容存档于2018-06-06）.
2. ↑  . hdi.globaldatalab.org.   [2018-09-13]. （原始内容存档于2018-09-23） （英语）.